# NFPA 704

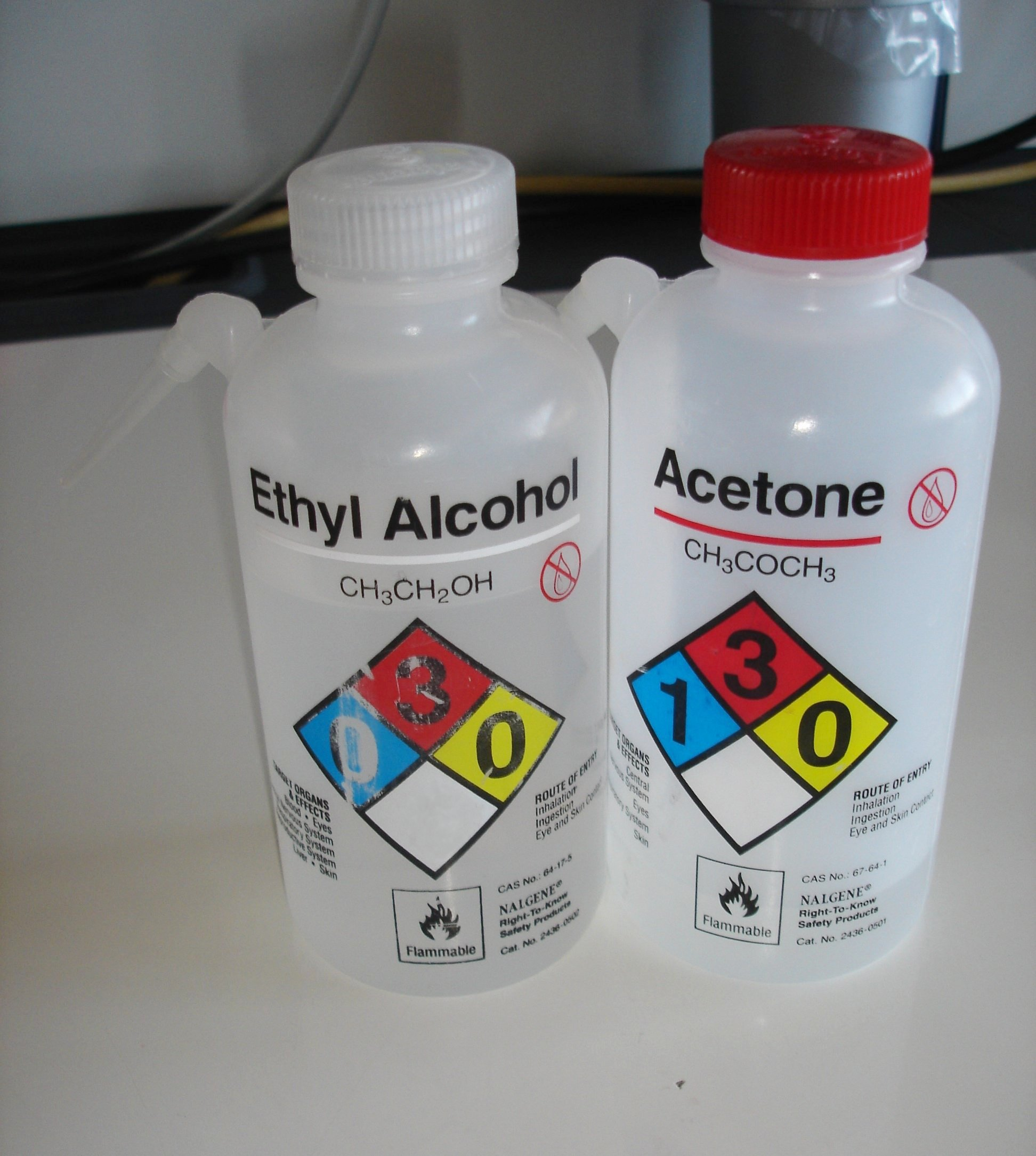
Deux pissettes étiquetées avec le sigle NFPA 704.

Le NFPA 704 est un standard créé par l'organisation américaine National Fire Protection Association. Plus familièrement connu sous le nom de « diamant du feu », cet étiquetage définit les principaux risques liés à chaque produit. Cette norme est surtout utilisée dans le monde anglo-saxon, mais il n'est pas rare de le retrouver dans d'autres pays que les États-Unis.
Cet étiquetage permet à la personne qui manipule un produit d'en connaître rapidement le niveau de danger grâce à un code couleur et une évaluation du risque en cinq échelons. Dans le cas où des produits se trouvent stockés dans un lieu en proie à un incendie par exemple, cet étiquetage permet également aux équipes d'intervention d'identifier rapidement les risques propres à chaque substance, et de choisir l'équipement d'intervention en conséquence et ainsi éviter des risques supplémentaires.

## Symboles
| NFPA 704 | |
| 131      | Sigle NFPA 704 pour le chromate de plomb : toxicité élevée sur l'homme, inflammabilité et explosivité moindres. |

Les quatre losanges ont un code couleur : le bleu correspond au risque pour la santé, le rouge à l'inflammabilité du produit, le jaune à la réactivité chimique et le blanc est une case spéciale qui contient les codes pour les risques particuliers. Chacune des trois premières cases est échelonnée de 0 (pas de danger ; substance inerte) à 4 (risque majeur).

### Bleu: santé
| Symbole | Signification |
| ------- | --- |
| 0       | Produit non toxique, pouvant être utilisé sans précautions particulières (ex : eau).                                                                                       |
| 1       | Produit pouvant provoquer, après une exposition, une irritation ou des séquelles mineures (ex : acétate d'éthyle).                                                         |
| 2       | Produit pouvant provoquer, après une exposition intense ou continue (mais non chronique), une incapacité temporaire ou une séquelle mineure résiduelle (ex : chloroforme). |
| 3       | Produit pouvant provoquer, après une exposition de courte durée, des séquelles graves temporaires ou bien des séquelles modérées résiduelles (ex : acide chlorhydrique).   |
| 4       | Produit pouvant provoquer, après une exposition de très courte durée, un décès ou des séquelles graves (ex : cyanure d'hydrogène).                                         |

### Rouge: inflammabilité
| Symbole | Signification |
| ------- | --- |
| 0       | Produit incombustible. |
| 1       | Produit ne pouvant s'enflammer qu'après chauffage (ex. : acide benzoïque). |
| 2       | Produit qui ne peut s'enflammer qu'après un chauffage modéré ou une exposition à une source de chaleur relativement élevée (ex. : gazole). Point d'éclair compris entre 38 °C et 93 °C.                                                                                                   |
| 3       | Liquides et solides susceptibles de s'enflammer à température ambiante (ex. : essence). Liquides ayant un point d'éclair inférieur à 23 °C (73 °F) et ayant un point d'ébullition égal ou supérieur à 38 °C (100 °F) ou ayant un point d'éclair compris entre 23 et 38 °C (73 et 100 °F). |
| 4       | Produit susceptible de se vaporiser rapidement ou complètement à température et pression ambiantes, ou de se disperser dans l'air et de s'enflammer facilement (ex. : propane). Point d'éclair inférieur à 23 °C.                                                                         |

### Jaune: instabilité/réactivité
| Symbole | Signification |
| ------- | --- |
| 0       | Produit généralement inerte. |
| 1       | Produit stable, mais pouvant devenir instable à température et pression élevées. |
| 2       | Produit pouvant subir une transformation chimique violente à température et pression élevées, ou susceptible d'exploser au contact de l'eau, ou de former un mélange explosif avec de l'eau (ex. : phosphore, Sodium).                    |
| 3       | Produit pouvant détoner ou exploser, mais nécessitant une forte source d'allumage, ou un chauffage important en milieu confiné, ou susceptible d'exploser au contact de l'eau, ou capable d'exploser par un choc important (ex. : fluor). |
| 4       | Produit pouvant détoner ou exploser à température et pression ambiantes (ex. : nitroglycérine, RDX). |

### Blanc: risque spécifique
La case blanche peut contenir plusieurs symboles :
- W : réagit avec l'eau de manière violente (ex. : césium)
- OX ou OXY : oxydant (ex. : nitrate d'ammonium)
- SA : Asphyxiant simple (ex. : azote)
- COR : corrosif ; acide fort ou base forte (ex. : acide sulfurique, hydroxyde de potassium)
  - ACID et ALK pour être plus précis
- BIO : risque biologique (ex. : anthrax)
- POI : poison (ex. : venin d'arachnide)
- (trèfle nucléaire) : radioactivité (ex. : plutonium, uranium)
- CRY ou CRYO : cryogénique

Remarque : seuls les symboles W, SA et OX/OXY sont officiellement reconnus par le standard NFPA 704.